# Peter Seeger (componist)
Peter Seeger (Berlijn, 5 januari 1919) is een Duits componist, muziekpedagoog en dirigent.

## Levensloop
Seeger studeerde van 1936 tot 1940 aan de Staatliche Hochschule für Musik in Berlijn onder andere koorleiding bij K. Thomas, orkestdirectie bij F. Stein en W. Gmeindl en compositie bij H. Thiessen en Paul Höffer. 
Na de Tweede Wereldoorlog werd hij muziekdirecteur in Nordhausen. In 1947 kwam hij als directeur van de muziekschool der Ortenau naar Offenburg. Hij was dirigent van de Stadtkapelle "Harmonie", Kehl-Sundheim. In 1957 werd hij docent aan de Heimschule Lender in Sasbach am Kaiserstuhl en sinds 1960 was hij als muziekleraar aan het Johann-Sebastian-Bach-Gymnasium in Mannheim werkzaam. 
In de federatie Badischer Sängerbund was hij een bepaalde tijd Bundeschormeister. 
Als componist schreef hij vooral werken voor harmonieorkest en koren.

## Composities

### Werken voor harmonieorkest
- 1956 Lippische Tänze, suite
- 1956 Serenade
- 1957 Toccata, voor harmonieorkest
- 1958 Concerto grosso, voor twee flügelhoorns, tenorhoorn, bariton en harmonieorkest
- 1959 Festliche Intrade
- 1961 Nach französischer Art
- 1963 Hymne über einen altitalienischen Lobgesang
- 1963 Mährische Rhapsodie
- 1964 Aus Kastilien
- 1964 (Die) Bremer Stadtmusikanten
- 1964 Festlicher Aufklang
- 1964 Hymnus
- 1976 Partita
- 1978 Glücklicher Tag, voor mannenkoor en harmonieorkest
- 1983 Rhapsodie nach deutschen Volksliedern
- 1987 Südliche Häfen, voor gemengd koor en harmonieorkest

### Cantates
- 1956 Augen auf im Verkehr!, kleine scenische cantate voor kinderkoor of jeugdkoor met solisten en instrumenten - tekst: van de componist
- Goethe-Kantate, cantate voor solisten, gemengd koor en orkest
- Weihnachtskantate, voor solisten, kinderkoor en gemengd koor

### Toneelwerken

#### Revue
- 1971 Warehouse-life, Revue in 10 afdelingen voor sopraan, meerdere sprekers, gemengd koor, instrumenten en piano - tekst: Fritz Graßhoff (1913-1997)

### Werken voor koren
- Aber's heiraten, voor vrouwenkoor of mannenkoor
- Bei meiner Blondine (In meines Vaters Garten), voor mannenkoor
- Bellmann-Songs, vijf liederen voor mannenkoor
- Beschwingte Illusionen, voor mannenkoor
- Das Ringlein (Unter den Mädchen find ich nie), voor mannenkoor
- Der glückliche Farmer - The happy farmer, voor gemengd koor
- Der glückliche Farmer (Singt hei, singt hei), voor mannenkoor
- Der Mensch - ein kurzer Lautenklang, voor vrouwenkoor - tekst: Abraham a Santa Clara
- Der Verliebte (In herber Pein), voor mannenkoor
- Der Wolgapfad, voor mannenkoor
- Die Leineweber, voor gemengd koor
- Ein Bilderbuch, danssuite voor gemengd koor, dwarsfluit, hobo, klarinet, fagot, hoorn, trompet, trombone, piano, accordeon, pauken, slagwerk en strijkers
- Ein Jäger aus Kurpfalz, voor gemengd koor
- Eine Blume am Hut, voor mannenkoor
- Elslein, voor vrouwenkoor of mannenkoor
- Gloria im Himmel - Gloria in cielo, voor gemengd koor
- Gut ist's ein Weib zu haben, voor mannenkoor
- Guter Mond, voor gemengd koor
- Von Herz und Schmerz, vrolijke suite voor gemengd koor en tokkelorkest
- Jung woll'n wir sein, voor mannenkoor
- Kein schöner Land, voor gemengd koor - tekst: Anton Wilhelm von Zuccalmaglio
- Kleine Toren-Grosse Toren, voor mannenkoor
- Lieber Mann im Monde, voor gemengd koor
- Lieder - goldne Brücken, voor mannenkoor
- Lumpenlieder (Lustig ihr Brüder), voor mannenkoor
- Maienlied (Hab ein Mädchen lieb von Herzen), voor mannenkoor
- Mann ist Mann, voor vrouwenkoor of mannenkoor
- Mein Herr Ich Kenn, voor vrouwenkoor of mannenkoor
- Molly Malone (In Dublin, dem Städtchen), voor mannenkoor
- Monsieur Rouselle, voor mannenkoor
- Pfirsich ess ich gerne, voor mannenkoor
- Sag mir, wo die Blumen sind, voor gemengd koor
- Schöner Sommer - O bel été, voor gemengd koor
- Sechs Hesse-Gedichte Nr. 1, voor mannenkoor
- Seht, König Dagobert, voor mannenkoor
- Singe, mein Herz!, voor gemengd koor
- Steckenpferde, voor mannenkoor
- Weinlied, voor mannenkoor
- Wie scheint der Mond, voor vrouwenkoor of mannenkoor
- Zog einst durch Paris, voor mannenkoor

### Vocale muziek
- Frühlingserwarten, voor tenor solo, vrouwenkoor (S,MezS,A) en strijkers

## Publicaties
- Peter Seeger, Erich Ganzenmüller, Paul Wehrle, Jürgen Meyer, Heinz Spaeth, Hans-Walter Berg: Musikplan Baden-Württemberg - Materialien zu seiner Vorbereitung, Landesmusikrates Baden-Württemberg, 111 S.
- Peter Seeger: Interaktive Medien zwischen digitalem Fernsehen und Internet, in: Sozialwissenschaften und Berufspraxis 19,4, 1996, Themenheft "Soziologie und neue Medien". Hrsg. v. Berufsverband Deutscher Soziologen, (339-354)

- Catàleg d'autoritats de noms i títols de Catalunya: 981058509075806706
- Gemeinsame Normdatei: 134518691
- International Standard Name Identifier: 0000 0001 1493 4179
- Library of Congress Control Number: no88000693
- Virtual International Authority File: 70943674
- WorldCat: E39PBJmhKbmR9WPTtmvvpJ8wG3